# Museum Palthehof
Het Museum Palthehof is een museum in het Overijsselse dorp Nieuwleusen. Het museum dankt zijn naam aan de familie Palthe. Het is gelegen in het Palthebos.
Het museum werd geopend op 3 april 1998. Dit werd gedaan door de Historische Vereniging Ni'jluusn van vrogger. Verscheidene objecten die sinds haar oprichting in 1982 waren geschonken aan deze historische vereniging zijn sindsdien te bezichtigen in het Museum Palthehof.
De familie Palthe was tot 1928 grondbezitter in Nieuwleusen. Het museum staat in het Palthebos, aan de zuidkant van Nieuwleusen. In het museum zijn voornamelijk gebruiksvoorwerpen aanwezig uit Nieuwleusen en omstreken. Er is zowel een vaste als wisselende collectie. Er is een grote verzameling van voorwerpen van Union, de fietsenfabriek uit het nabijgelegen Den Hulst dat tegenwoordig bij Nieuwleusen hoort. Verder zijn er te zien een schoolklas, een boerenkeuken en een 'mooie kamer'.